# Deutsches Wörterbuch

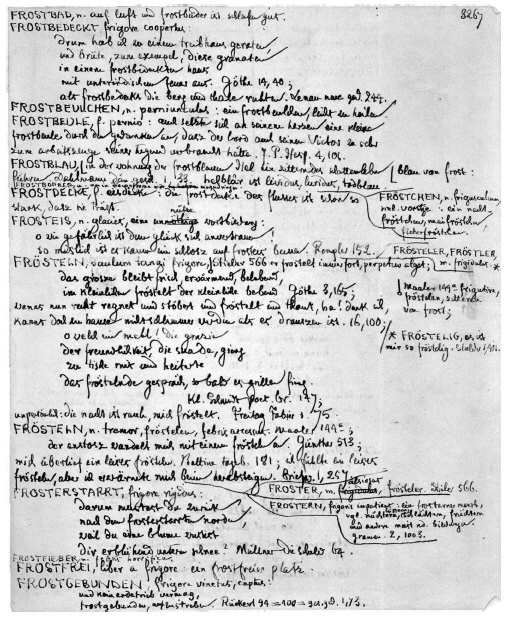
Jacob Grimm kézírása (Gießeni egyetemi könyvtár, Karl Weigand hagyatéka)

A német nyelv nagyszótára (Deutsches Wörterbuch vagy Das Deutsche Wörterbuch, rövidítve: DWB) a XVI. század óta a német nyelv legnagyobb szótára a szócikkek és szómagyarázatok számát tekintve. A német nyelvűek szokták egyszerűen Der Grimm-nek is hívni, mivel a Grimm fivérek kezdték meg az összeállítását 1838-ban. Csak 123 évvel később, 1961-ben jelent meg a szótár mind a 32 kötete, és átdolgozása máris megkezdődött. 1971-ben egy pótkötet is megjelent a forrásokról.

## A szótár története
A Német nyelv szótára ("DWB") volt a legnagyratörőbb vállalkozás, amelybe a filológus testvérpár, Jacob és Wilhelm Grimm belefogott.
Olyan klasszikus magyarázó szótárról van szó, amely teljes alapossággal ismerteti minden egyes német szó eredetét és jelentését. A szótár céljául tűzték ki, hogy még a legegyszerűbb német polgár is el tudjon igazodni a német nyelvben. Itt tükröződik az a körülmény, hogy a munka megkezdésekor Németország még nem volt egységes állam, hanem több kisebb német állam létezett egymás mellett.
A felhasználónak meg kellett ismernie mind a régi német szóhasználatot, mind (az akkori) modern szavakat, függetlenül attól, hogy irodalmi vagy köznyelvi kifejezésmódról van szó.

„A szótár nem erkölcsi útmutató, hanem tudományos, minden célra megfelelő vállalkozás.”

– Jacob Grimm: Előszó 1. kötet, XXXIV. oldal, Lipcse 1854

Így lett a DWB az első olyan szótár a történelemben, amelyben szitokszók és "csúnya" szavak is szerepeltek.
1838-ban fogtak bele az emberfeletti munkába. Az előttük álló feladatot alábecsülték: az eredetileg hat-hét kötetesre tervezett kiadványt 10 éven belül elkészíthetőnek gondolták. Több mint 80 munkatárs 600 000-nél is több cédulát készített. Az első kötet 1854-ben jelent meg, és a két testvér a hátralévő életében már csak csekély mértékben tudott hozzájárulni a szótár elkészüléséhez: Wilhelm, aki a D betűhöz járult hozzá, 1859-ben halt meg; Jacob, aki az A, B, C és E betűket még be tudta fejezni, 1863. szeptember 20-án halt meg, éppen a Frucht (gyümölcs) szócikken dolgozott. (A szótár és a testvérek történetét örökíti meg Günter Grass a 2010-ben megjelent Grimms Wörter című regényében.)
2005 végén több eredeti példány – összesen kilenc kötet (közöttük Jacob Grimm hét saját példánya)   került elő a német szótárból széljegyzetekkel, az úgynevezett Berlinka gyűjteményből, amely korábban a Porosz Állami Könyvtár része volt, és ma a Krakkói Egyetem Jagelló Könyvtárának tulajdona. Az ezekben a kötetekben szereplő anyag (a DWB első kiadványából, amelyben 2805 szócikk volt A-tól Allverein-ig) 330 utalást és címszót tartalmaz, amelyek közül kb. 130 minősül fontosnak, és ezek be is kerültek az átdolgozott változatba is.
A nyelvészek következő generációi folytatták a munkát. A XX. század elején a Porosz Állami Tudományos Akadémia vette át a szótár további fejlesztését. Göttingenben létrehoztak egy központi gyűjtőhelyet a források rendszerezésére; 1930-ban a Porosz Királyi Tudományos Akadémián egy állandó kutatóhelyet létesítettek. 123 évvel a munka megkezdése után végül 1961-ben elkészült a szótár 32. és egyben utolsó kötete (teljes terjedelme: 67 744 hasáb, kb. 320 000 címszó, összsúlya 84 kg). Az eredeti kiadásból mindössze pár száz példány maradt. A 33. kötet az 1971-ben megjelent forráskötet.

## Újranyomott és -kiadott változatok
A Grimm testvérek "házi" kiadójánál az S. Hirzel Verlagnál jelent meg a bekötött könyv újranyomott változata. Itt jelent meg a teljes szótár első kiadása is 1852. május 1-je és 1971 között. Ez 33 kötetből és 34 824 oldalból állt.
1984-ben először jelent meg a DWB papírkötéses változatban, amely időközben elfogyott. 1999 óta újra kapható a papírkötéses változat 33 kötetben (összsúlya 30 kg) a Deutscher Taschenbuch Verlag (dtv) kiadónál (ISBN 3-423-59045-9).
1957-ben elhatározták ennek a hatalmas szóanyagnak az újrafeldolgozását, hogy a legrégebbi részt   az A–F betűket   a kornak megfelelő szintre hozzák fel. Ennek során egy "össznémet" együttműködést terveztek: Kelet-Berlinben (a Német Demokratikus Köztársaságban) dolgozták volna át az A–C részt, míg Göttingenben a D–F részt. Az első adag már 1965-ben megjelenhetett volna, de ez az újrafeldolgozás mind a mai napig nem készült el. Göttingenben 2006-ban befejeződtek a D-F rész munkálatai. A berlini rész a göttingenihez képest átfogóbb. Ráadásul az NDK-ban politikai okokból erősen hátráltatták a munka előrehaladását, mivel a DWB-t „polgári“ lexikográfiai projektnek tekintették, ezért a hatvanas években a munkatársak nagy részét elvonták vagy más feladatokat bíztak rájuk. A hátralévő berlini részt 2006-ban újra felosztották a két munkacsoport között. Előreláthatólag még 11 adagnak kell elkészülnie, így az A–F rész lezárását 2012-re tervezik. Az elkészült újrafeldolgozott részeket az S. Hirzel Verlag adja ki.
A legutolsó hivatalos döntés szerint (2009. július) a Berlin-Brandenburgi Tudományos Akadémia kizárja a G-Z betűket tartalmazó rész újrafeldolgozását. A munkálatokat 2012-ben be kell fejezni. Addig folytatják Berlinben és Göttingenben a B-vel és C-vel kezdődő címszók aktualizálását. Az A, D, E és F betűs részek már elkészültek. A munkák leállításának indokaként a finanszírozási hajlandóság hiányát jelölte meg az Akadémia tudományos igazgatója, Wolf-Hagen Krauth.
A Trieri Egyetem Kurt Gärtner germanista vezetésével és a Német Kutatási Közösség (DFG) támogatásával digitalizálta az összesen 300 millió nyomtatott karakternyi anyagot, kettős beviteli módszerrel: Kínában manuálisan kétszer is rögzítették az anyagot, hogy a redundanciákat csökkentsék; a szkennelés a szöveg 7 pontos, illetve az idézetek 6 pontos betűnagysága miatt nem volt lehetséges. A digitalizált anyag 2004 júliusában Microsoft Windows, Linux és Mac OS X változatban is megjelent CD-ROM-on a Zweitausendeins kiadónál. Ennél a kiadásnál kijavították az eredeti helyesírási hibáit. A Trieri Egyetem az interneten is elérhetővé tette az anyagot.

## Lásd még
- Szótár

## Fordítás
Ez a szócikk részben vagy egészben  a   Deutsches Wörterbuch című német Wikipédia-szócikk fordításán alapul.  Az eredeti cikk szerkesztőit annak laptörténete sorolja fel. Ez a jelzés csupán a megfogalmazás eredetét és a szerzői jogokat jelzi, nem szolgál a cikkben szereplő információk forrásmegjelöléseként.